# Daniela Jaworska
Daniela Jaworska (dekliški priimek Tarkowska), poljska atletinja, * 4. januar 1946, Wyborów, Poljska.
Nastopila je na poletnih olimpijskih igrah v letih 1968 in 1972, leta 1968 je dosegla peto mesto v metu kopja. Na evropskih prvenstvih je osvojila naslov prvakinje leta 1971.